# Ryds församling, Skara stift
Ryds församling var en församling i Billings kontrakt i Skara stift. Församlingen låg i Skövde kommun i Västra Götalands län och ingick i Skövde pastorat. Församlingen uppgick 2014 i Skövde församling. 

## Administrativ historik
Församlingen har medeltida ursprung. 
Församlingen var till 2014 annexförsamling i pastoratet Skövde, Ryd och Våmb, som före 1974 även omfattat flera andra församlingar. Församlingen uppgick 2014 i Skövde församling. 

## Kyrkor
- Sankt Matteus kyrka

Som församlingskyrka har sedan 1500-talet Skövde kyrka använts.

### Ryds kyrkoruin
Ryds kyrka var en romansk absidkyrka byggd på 1100-talet. Det är inte känt exakt när den övergavs men troligen skedde det redan på 1500-talet. Enligt en osäker uppgift från 1600-talet skall den ha blivit nedbränd av danskarna under Nordiska sjuårskriget (1563-1570). Ett öde som drabbade många kyrkor, inklusive Varnhems klosterkyrka.

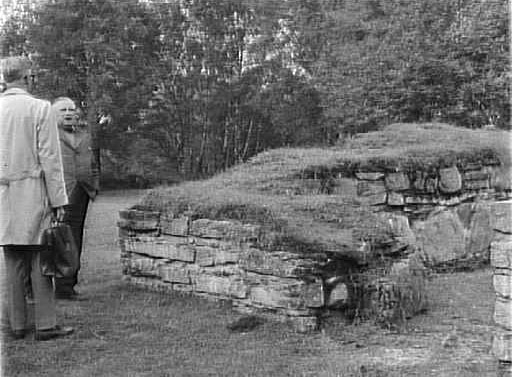
Ryds kyrkoruin 1967
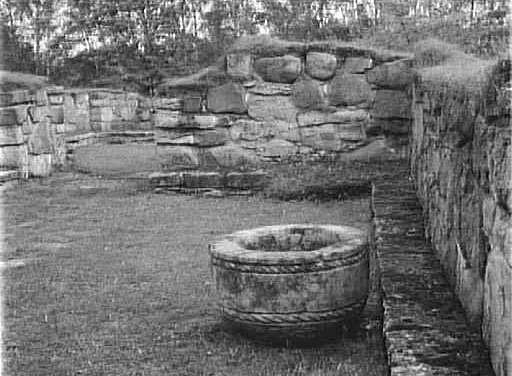
Foto 1967.
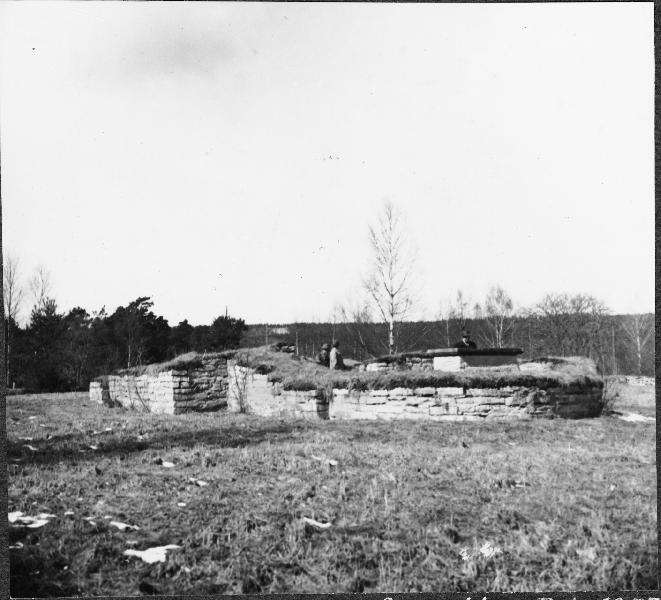
Ruinen 1955